# Discocapnos mundtii
Discocapnos mundtii – gatunek z monotypowego rodzaju Cryptocapnos Chamisso et D. F. L. Schlechtendal, Linnaea 1: 569. Oct-Dec 1826 z rodziny makowatych (Papaveraceae) i podrodziny dymnicowych Fumarioideae. Występuje w Afryce południowej.

## Morfologia
Roślina jednoroczna, pnąca, z wąsami czepnymi. Kwiatostany groniaste z licznymi kwiatami wyrastającymi na krótkich szypułkach. Kwiaty z niewielką, trójkątną ostrogą. Końce płatków wewnętrznego okółka silnie wywinięte na zewnątrz. Owocem jest torebka dyskowatego kształtu, zakończona trwałą szyjką słupka, zawierająca pojedyncze, silnie spłaszczone nasiono. 

## Systematyka
Pozycja systematyczna według Angiosperm Phylogeny Website (aktualizowany system APG III z 2009)
Takson z podrodziny dymnicowych Fumarioideae, rodziny makowatych Papaveraceae zaliczanej do rzędu jaskrowców (Ranunculales) i wraz z nim do okrytonasiennych. W obrębie podrodziny należy do plemienia Fumarieae, a w jego obrębie do podplemienia Fumariinae, choć bywa też wyłączany w podplemię Discocapninae, w którym stanowi takson siostrzany dla rodzaju Trigonocapnos.